# Gjutaregården
Gjutaregården är en bebyggelse i Sunne kommun, Värmlands län. SCB avgränsade Gjutaregården till en småort från 1990 till 2023.
Gjutaregården ligger i Sunne socken, cirka åtta km nordost om Sunne tätort.

## Befolkningsutveckling
| Befolkningsutvecklingen | Befolkningsutvecklingen | Befolkningsutvecklingen | Befolkningsutvecklingen | Befolkningsutvecklingen |
| ----------------------- | ----------------------- | ----------------------- | ----------------------- | ----------------------- |
|                         |                         |                         |                         |                         |
| År                      |                         |                         | Invånare                |                         |
| 1995                    | 1995                    |                         | 87                      | 87                      |
| 2000                    | 2000                    |                         | 86                      | 86                      |
| 2005                    | 2005                    |                         | 84                      | 84                      |
| 2010                    | 2010                    |                         | 78                      | 78                      |
| 2015                    | 2015                    |                         | 57                      | 57                      |
| Källa:                  |                         |                         |                         |                         |